# Paul Dalglish
Paul Kenneth Dalglish, škotski nogometaš in trener, * 18. februar 1977, Glasgow, Škotska.
Tudi njegov oče, Kenny, je bil nogometaš.